# Petrona Viera
Petrona Viera   (Montevideo, 24 de març de 1895 - Montevideo, 4 d'octubre de 1960) va ser una pintora uruguaiana reconeguda per la seva participació en el moviment planista i per ser una de les primeres dones en l'escena de la plàstica de l'Uruguai.

## Biografia
Maria Petrona Viera Garino va ser filla de Carmen Garino i Feliciano Viera. Va patir als dos anys una meningitis que la va deixar sorda, i va aprendre des de petita amb una mestra especialitzada a llegir els llavis i fer-se entendre per llengua de signes. Els seus pares van entendre que l'ensenyament era fonamental, de manera que van contractar a una mestra francesa especialitzada en nens sords, Madame Madeleine Larnaudie, qui es va encarregar d'educar la nena perquè aconseguís comunicar-se amb el seu entorn.

## La seva obra
Atents als seus interessos artístics, els seus pares li van proposar estudiar dibuix i pintura. Quan tenia aproximadament vint anys, va començar a rebre classes privades de pintura a casa amb el mestre català-uruguaià Vicente Puig. Des de 1922, Guillermo Laborde va ser el seu mestre i conseller, els ensenyaments del qual la van afiliar al corrent planista. El 1926 va realitzar la seva primera exposició individual a la Galeria Maveroff. També va ser deixeble de Guillermo Rodríguez, amb qui va començar a produir gravats, aquarel·les i ceràmiques.

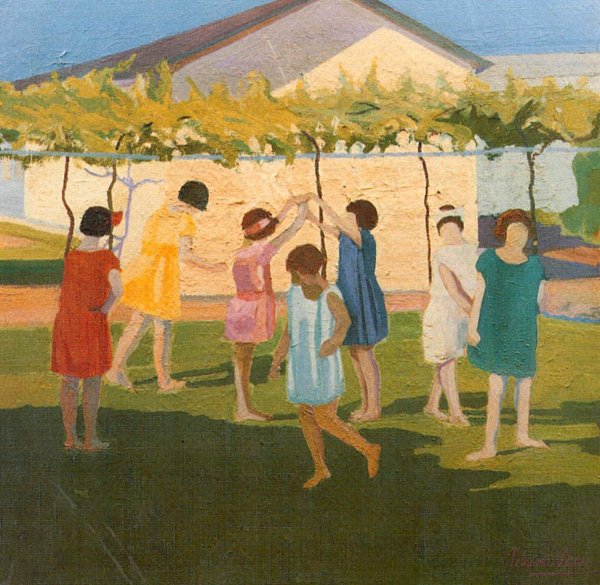
Recreo. oli sobre tela 86 x 90 cm (1924), MNAV

El planisme es pot veure des de dos punts de vista. Un d'ells és que es tracta d'un moviment artístic caracteritzat per destruir la tridimensionalitat, recorrent a imatges bidimensionals situades en plans superposats o caracteritzat per un tractament pla dels colors, una paleta lluminosa dominada més per matisos que per colors primaris, i una perspectiva esbiaixada, el que genera que els motius semblen trobar-se pràcticament en un mateix pla. En el període comprès entre 1920 i 1930, diversos artistes uruguaians com José Cuneo Perinetti, Carmelo de Arzadun i Alfredo De Simone, entre d'altres, van realitzar obres planistes. Però els temes de Petrona Viera són diferents als típics dels planistes, ja que va preferir pintar escenes quotidianes, com per exemple de casa seva, de nens jugant i estudiant, dels servents, de la feina de les seves germanes amb el teixit. Amb el pas del temps, va començar a pintar paisatges, en els quals els planistas es destaquen molt més.
El 1923, María Petrona va començar a exposar a Montevideo, participant després en exposicions col·lectives a Buenos Aires, París, Xile i Bolívia.